# Михаил Левитин
Михаил Захарович Левитин (роден на 27 декември 1945 г., Одеса) е руски театрален режисьор, писател, учител, народен артист на Русия (2001 г.), художествен ръководител на московския театър „Ермитаж“. Автор на множество публикации в периодични издания и двадесет книги с проза. Създател и водещ на собствена поредица от телевизионни предавания по телевизионния канал „Култура“, двукратен лауреат на Московската награда за литература (през 2010 г. за книгата си за Александър Таиров и през 2017 г. за книгата си за Пьотр Фоменко).

## Биография
Михаил Левитин е роден през декември 1945 г. в Одеса. Той е евреин по националност, майка му е от град Козелец, но по-късно се премества в Чернигов. Баща му е роден в Могильов. През 1969 г. завършва режисьорския факултет на ГИТИС, курс на Юрий Завадски. Михаил Левитин поставя дипломната си пиеса „Как господин Мокинпот се отърва от нещастията си“ по пиесата на Петер Вайс в театър „Таганка“. До края на 70-те години на XX век Михаил Левитин е поставил повече от 10 представления в Москва, Ленинград, Рига и други градове.
През 1978 г. Михаил Левитин идва в Московския театър на миниатюрите. Още първите му представления в тези стени[ неясно? ] („Чехонте в Ермитажа“, „Хармс! Чармс! Шардам!“ или Училището за клоуни) драстично променят както посоката на театъра, така и неговия статус. Младият режисьор донася със себе си нова естетика, започва да поставя автори, които по това време са нови за театъра (Юрий Олеша, Исак Бабел, Михаил Жванецки, Кърт Вонегът, Габриел Гарсия Маркес), и е първият, който се завръща пред публиката и отваря за театъра поезията и прозата на писателите от ОБЕРИУТ (Даниил Хармс, Александър Введенски, Николай Олейников). По негова инициатива и с участието на театъра се провежда Първият международен фестивал и научна конференция, посветени на работата на ОБЕРИУТ (1990 г.).
През 30-годишната си работа в Театъра на миниатюрите и Ермитажния театър Михаил Левитин създава собствен театър. Той е първият, който събира и поставя черновите на недовършената пиеса на Юрий Олеша „Смъртта на пясъка“ (пиесата „Просякът, или Смъртта на пясъка“, 1986 г.). Най-важните постановки за Ермитажния театър могат да се считат за пиесите[източник? (Поискан днес)][ неясно? ], поставени от Михаил Левитин по произведения на руски писатели от 20-те години на XX век: „Хармс! Чармс! Шардам! или Училището за клоуни“ от Даниил Хармс, „Просякът, или Смъртта на пясъка“ от Юрий Олеша, „Вечер в лудница“ от Александър Введенски, Николай Олейников, Николай Заболоцки, „Бялата овца“ от Даниил Хармс и други.
През 1987 г. Михаил Левитин поема поста главен режисьор на Театъра на миниатюрите. Същата година театърът е преименуван на театър „Ермитаж“. През 1990 г. той става негов художествен ръководител.
По същото време Михаил Левитин дебютира като прозаик. През 1979 г. разказът му „Италианско щастие“ е публикуван във вестник „Неделя“. Той е член на Съюза на писателите на Русия, член на Руския ПЕН клуб. Публикува в списанията „Юность“, „Нева“, „Октомври“, „Знамя“, „Театър“, „Въпроси на театъра“, автор на шестнадесет книги с проза. Многократно е номиниран за руската литературна награда „Букър“. През 1994 г. – за романа „Чиста непристойност“, през 1995 г. – за романите „Вие сте глупаци, убийци“ и „Плутодрама“, през 2005 г. – за романа „Брат и благодетел“. Пиесите на Михаил Левитин „Психо и дреболия“, „Снимам „Късоногият свирач“, „Анатомичният театър на инженера Евно Азеф“ и „Дяволът“ са поставени в театър „Ермитаж“.
Той е женен за актрисата Олга Остроумова и от този брак има две деца: актрисата на Московския театър „Ермитаж“, заслужила актриса на Руската федерация Олга Михайловна Левитина и театралния и филмов режисьор Михаил Михайлович Левитин. След това се жени за Мария Кондрашова и от този брак има дъщеря, Мария Михайловна Левитина.

## Награди
- Заслужил артист на РСФСР (13 май 1991);
- Народен артист на Руската федерация (11 октомври 2001) – за големи постижения в областта на изкуството;
- Орден на честта (1 август 2006) – за заслуги в областта на културата и изкуството, дългогодишна плодотворна работа;
- Орден на приятелството (21 септември 2020) – за голям принос в развитието на вътрешната култура и изкуство, дългогодишна плодотворна дейност;
- Лауреат на наградата на град Москва за литература и изкуство в категория „Литература“ (2017).

## Избрани книги от Михаил Левитин
- Левитин, Михаил. Брат и благодетель.   Москва, Молодая гвардия, 2005. ISBN 5-7516-0474-1. с. 188.
- Левитин, Михаил. Таиров.   Москва, Молодая гвардия, 2009. ISBN 978-5-235-03231-6. с. 356.
- Левитин, Михаил. Еврейский бог в Париже.   Москва, Текст, 2010. ISBN 978-5-7516-0933-7, ISBN 978-5-9953-0095-3. с. 224.
- Левитин, Михаил. В поисках блаженного идиотизма. Книга о Петре Фоменко.   Москва, Искусство – XXI век, 2015. ISBN 978-5-98051-151-7. с. 184.
- Левитин, Михаил. После любви.   Москва, АСТ, 2019. ISBN 978-5-17-118612-8. с. 257.

## Избрана филмография
| Заглавие          | Участие             | От   |
| ----------------- | ------------------- | ---- |
| Чудеса в Решетове | сценарий и режисура | 2004 |
| Белая овца        | режисьор            | 2005 |
| Девочки           | сценарий и режисура | 2006 |
| Ольга Остроумова  | актьор              | 2012 |
| Тайны кино        | актьор              | 2017 |